# Jessy Pi
Jessy Pi (ur. 24 września 1993 w Manosque) – francuski piłkarz występujący na pozycji pomocnika we francuskim klubie Dijon FCO. Wychowanek AS Monaco, w swojej karierze grał także w Troyes AC, Toulouse FC, Stade Brestois 29 i Dijon FCO.